# قطعنامه ۱۷۶۰ شورای امنیت
قطعنامه ۱۷۶۰ شورای امنیت سازمان ملل متحد که در تاریخ ۲۰ ژوئن ۲۰۰۷ تصویب شد، سندی بین‌المللی دربارهٔ بررسی وضعیت در لیبریا است. این قطعنامه طی نشست ۵۶۹۹ام با ۱۵ رای موافق، ۰ مخالف و ۰ ممتنع تصویب شد.